# Polia pallida
Polia pallida là một loài bướm đêm trong họ Noctuidae.